# Pasteur (Paris metro)
Pasteur är en tunnelbanestation i Paris metro på linje 6 från 1906 och linje 12 från 1912. Namnet kommer från gatan ovanför stationen, Boulevard Pasteur. 

## Fotogalleri

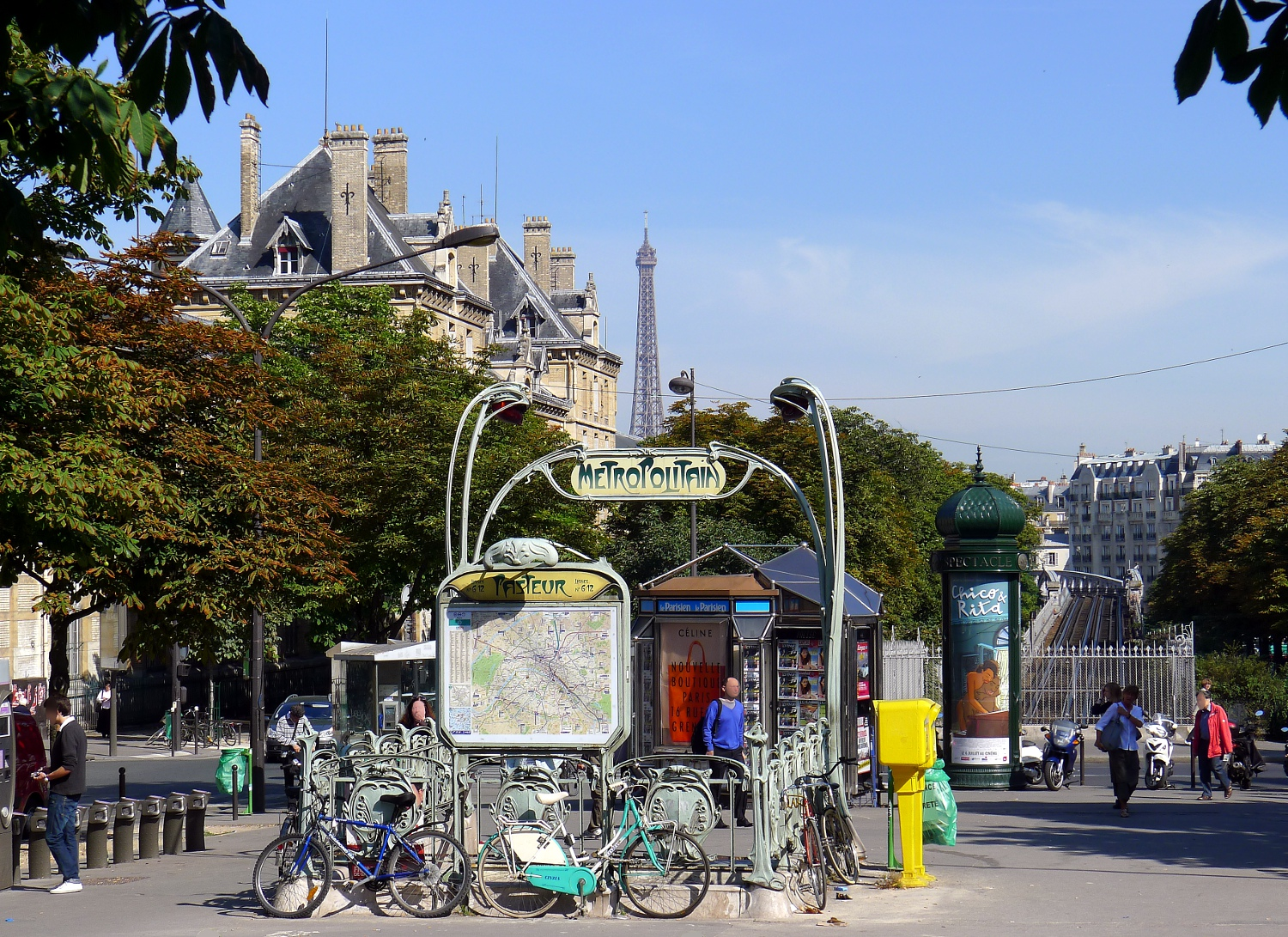
Metroentré Boulevard Pasteur
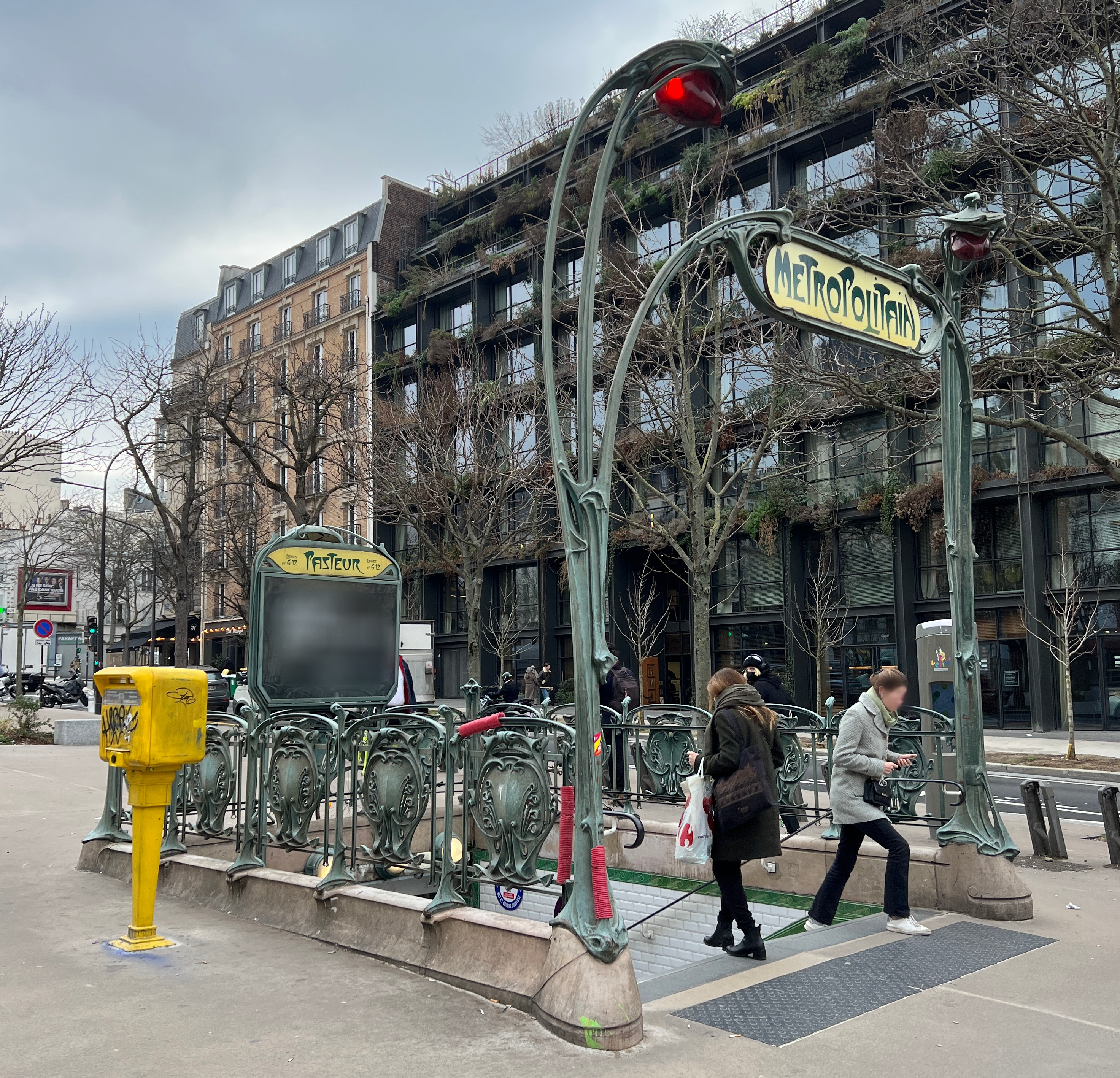
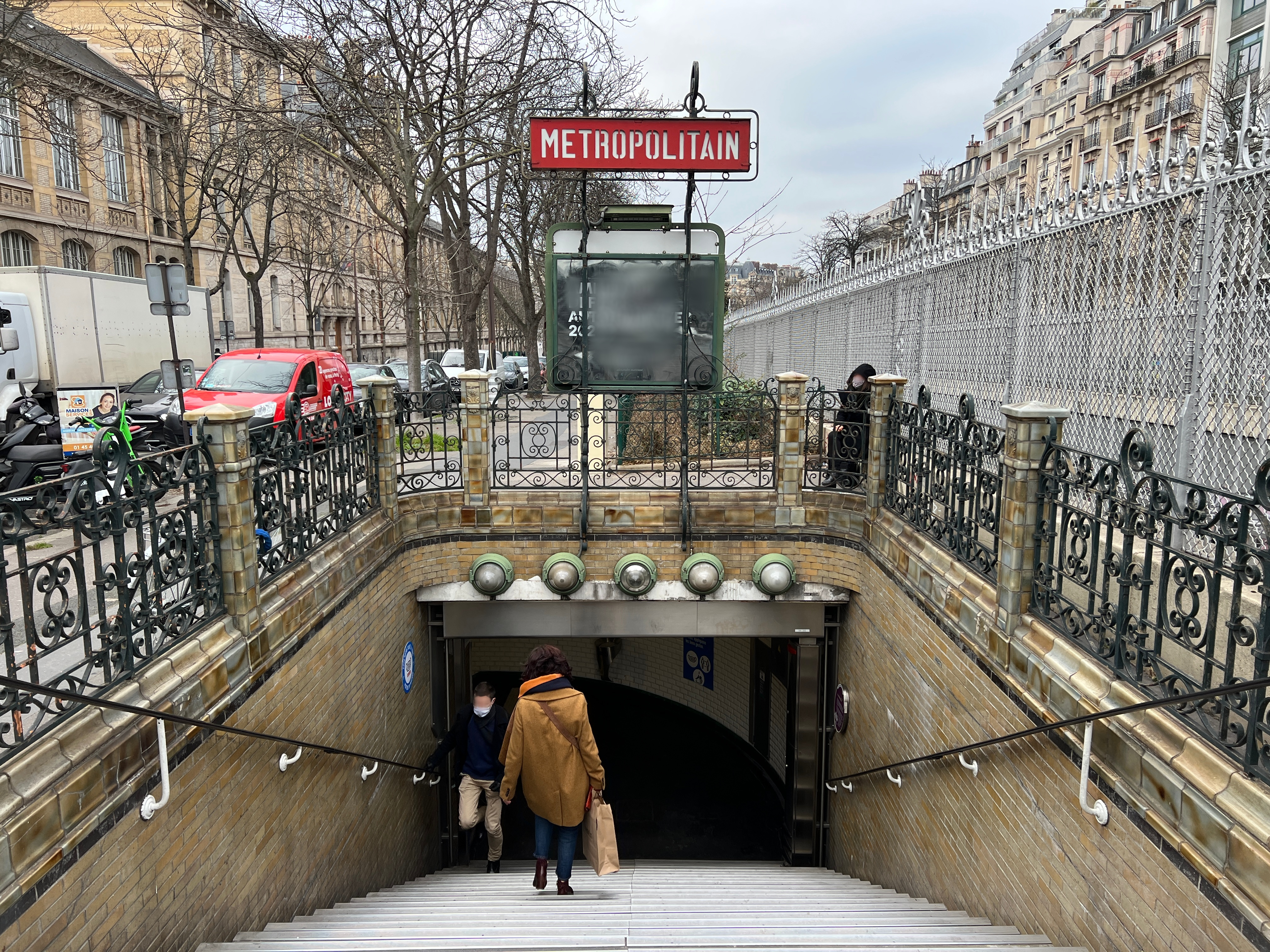
Entré Boulevard Pasteur
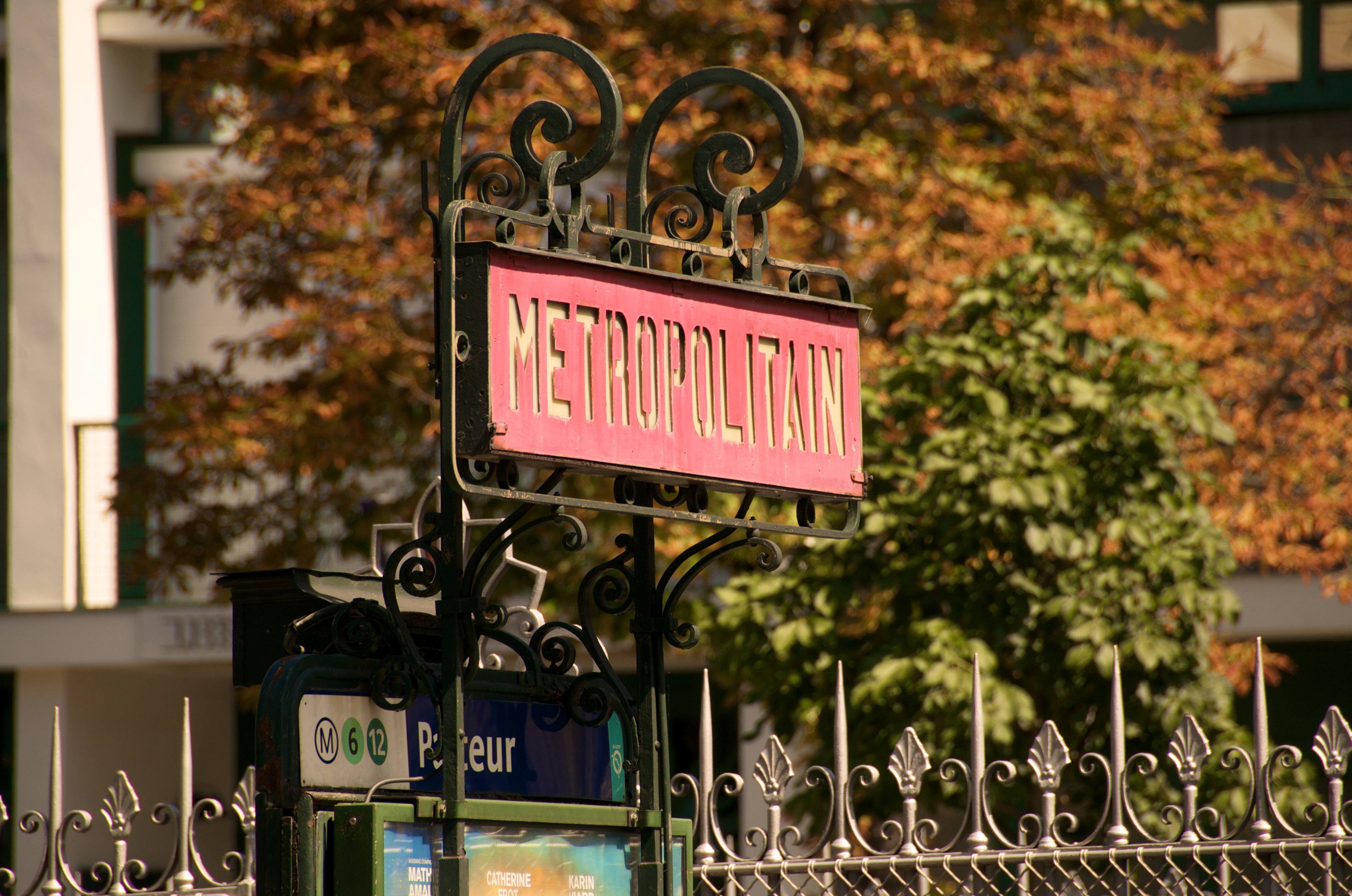
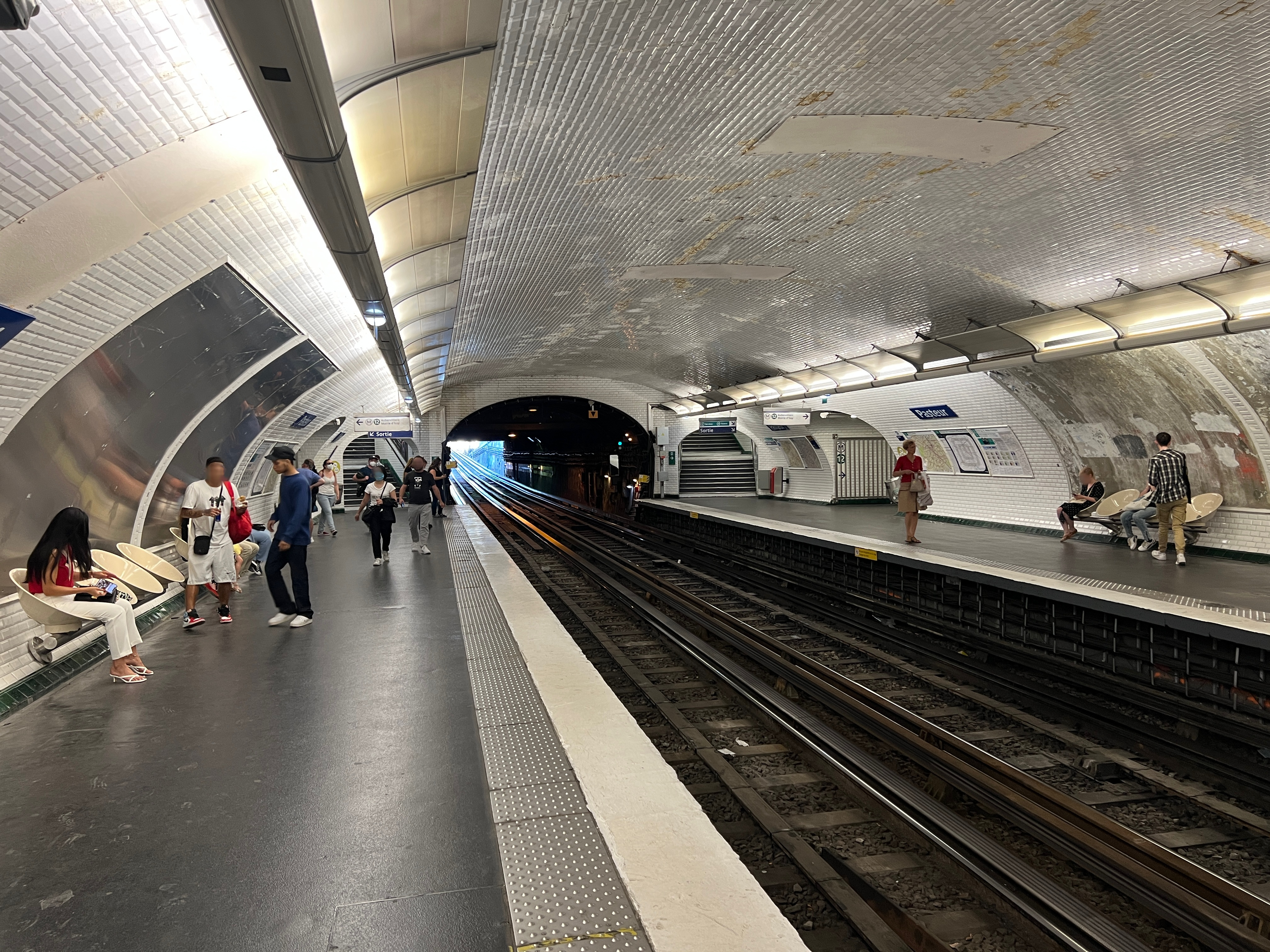
Linje 6
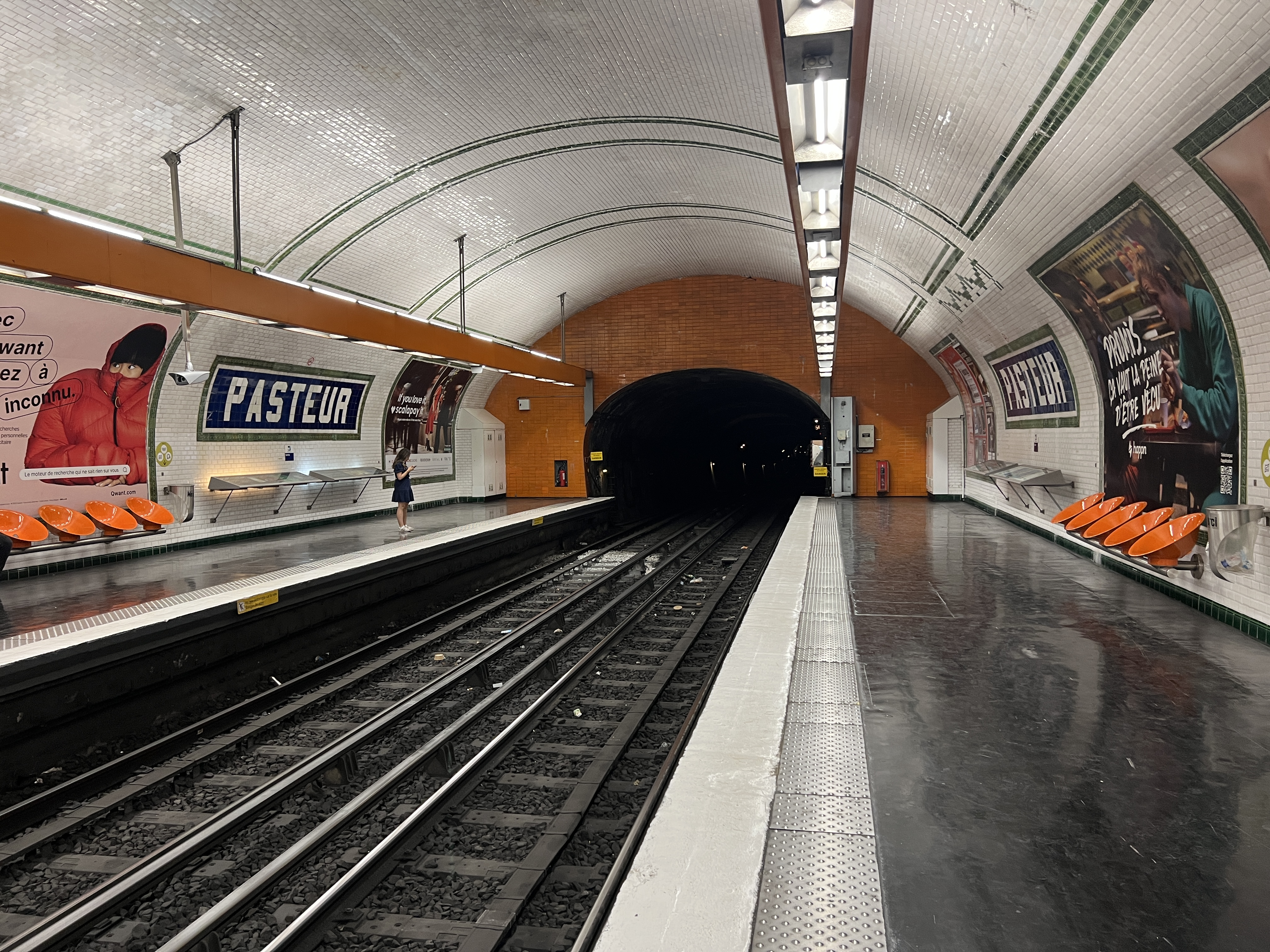
Linje 12
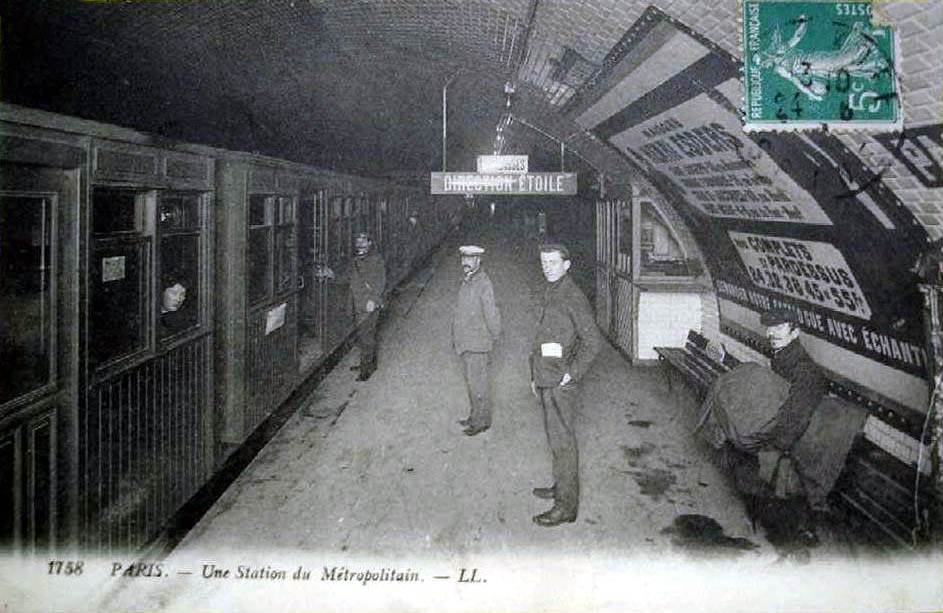
Pasteur station från 1906
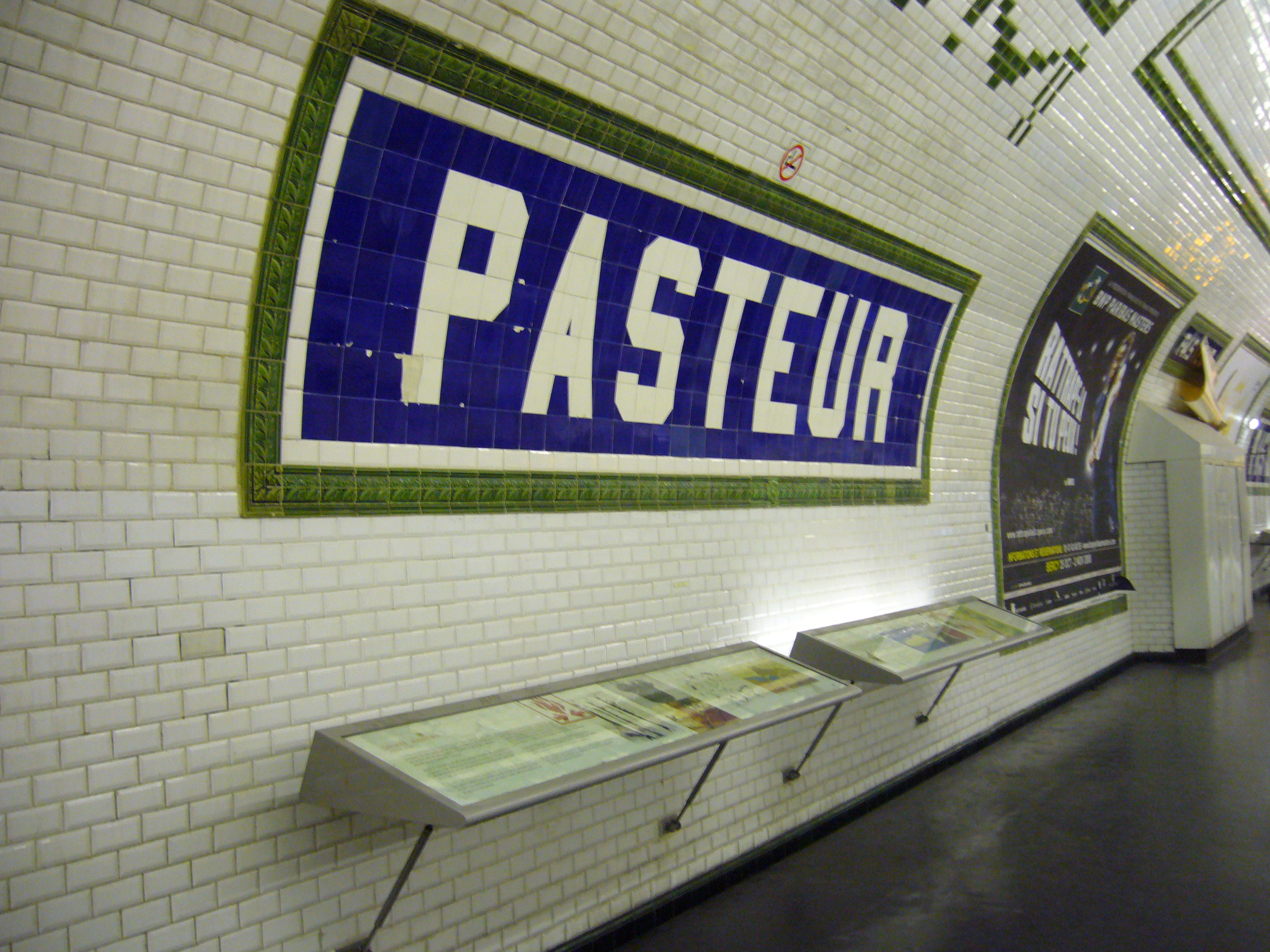